# Bledius nardus
Bledius nardus är en skalbaggsart som beskrevs av Herman 1983. Bledius nardus ingår i släktet Bledius och familjen kortvingar. Inga underarter finns listade i Catalogue of Life.